# イゴール・ガリノフスキー
イゴール・ガリノフスキー（Igor Galinovskiy、1985年11月8日 - ）は、ロシアン・ラグビー・チャンピオンシップ、クラスニヤール・クラスノヤルスクに所属するラグビーユニオン選手。

## プロフィール
- アゼルバイジャン・バクー出身。
- ポジションはウィング(WTB)、センター(CTB)。
- 身長 180cm、体重 87kg
- ロシア代表キャップは50（2021年9月現在）。
- 7人制ロシア代表に選ばれたことがある[1]

## 略歴
2019年、ラグビーワールドカップ2019のロシア代表に選ばれた。